# George Coyne
George V. Coyne (Baltimore, Maryland, 19 de enero de 1933-Syracuse, Nueva York, 11 de febrero de 2020) fue un astrónomo y sacerdote jesuita estadounidense que fue director del Observatorio Astronómico Vaticano durante casi treinta años (1978-2006).

## Biografía
George Coyne nació en 1933, en Baltimore, y se unió a la Compañía de Jesús en 1951. Obtuvo sus licenciaturas en matemáticas y filosofía en la Universidad de Fordham, Nueva York en 1958. Se doctoró en astronomía en 1962 en la Universidad de Georgetown y completó la licenciatura en sagrada teología en Woodstock College, Maryland en 1965, cuando fue ordenado sacerdote católico.
Después de su trabajo de doctorado, continuó su investigación astronómica de la Universidad de Harvard y en el Laboratorio Lunar y Planetario de la Universidad de Arizona. Fue profesor en la Universidad de Scranton y en el Departamento de Astronomía de la Universidad de Arizona.
En la década de 1970 fue director del Observatorio Catalina de la Universidad de Arizona, director asociado del Observatorio Steward y del Laboratorio Lunar y Planetario y director interino del departamento de astronomía de la Universidad de Arizona.
Como director del Observatorio Vaticano (1978-2006), fundó la Escuela de Verano del Observatorio Vaticano y el Grupo de Investigación del Observatorio del Vaticano. Fue presidente de la Fundación Observatorio Vaticano.
Intereses de investigación de Coyne fueron los estudios polarimétricos de diversos objetos, entre ellos el medio interestelar, las estrellas con atmósferas extendidas y las galaxias Seyfert. Posteriormente, estuvo estudiando la polarización producida en las estrellas variables cataclísmicas o las estrellas binarias interactuantes que emiten estallidos repentinos de energía intensa.
Participó activamente en la promoción del diálogo entre ciencia y fe, y fue pionero en el ciclo de conferencias "Perspectivas científicas sobre la acción divina". También estuvo activo en el continuo debate sobre las implicaciones religiosas de la evolución científica.
En enero de 2012 el P. Coyne dejó el Observatorio Vaticano para ocupar una cátedra en Le Moyne College, Siracusa (Nueva York), donde enseñó astronomía y desarrolló una serie de conferencias sobre el diálogo entre ciencia y religión.
El asteroide (14429) Coyne descubierto el 3 de enero de 1991 fue bautizado en su honor.
Falleció a los ochenta y siete años en el Hospital Universitario de Upstate en Siracusa, Nueva York el 11 de febrero de 2020 a consecuencia de un cáncer.

## Doctoradoshonoris causa
- Saint Peter's University, Jersey City
- Loyola University Chicago
- Universidad de Padua, Italia
- Universidad Jaguelónica, Cracovia, Polonia
- Marquette University, Milwaukee, Wisconsin
- Boston College
- Le Moyne College, Syracuse, Nueva York
- College of the Holy Cross, Worcester, Massachusetts
- Santa Clara University, Santa Clara, California

## Academias y sociedades científicas
- American Astronomical Society
- American Physical Society
- Astronomical Society of the Pacific
- Unión Astronómica Internacional
- Optical Society of America
- Pontificia Academia de las Ciencias

## Obras
Coyne publicó más de 100 artículos en revistas científicas revisadas y fue el editor de varios libros.
- George V. Coyne, Michał Heller (2008). A Comprehensible Universe: The Interplay of Science and Theology. Springer. ISBN 9783540776260.
- Edoardo Boncinelli, George V. Coyne (2008). L'universo e il senso della vita. Un ateo e un credente: due uomini di scienza a confronto. San Paolo Edizioni. ISBN 9788821563812.
- George V. Coyne (2007). Faith and Knowledge: Towards a New Meeting of Science and Theology. Libreria Editrice Vaticana. ISBN 9788820979683.
- George V. Coyne, Alessandro Omizzolo (2002). Wayfarers in the Cosmos: The Human Quest for Meaning. Crossroad. ISBN 9780824519124.
- George V. Coyne (1988). Polarized radiation of circumstellar origin. Vatican Observatory.